# Stroboscopio

Una luce stroboscopica lampeggiante ad una frequenza appropriata può far apparire come fermo o invertito un movimento ciclico

Lo stroboscopio, dal greco strobos (vortice) e skopeo (osservare), è uno strumento che permette di osservare e studiare un oggetto in moto rotatorio o oscillatorio come se fosse fermo, nonché misurarne la velocità.

## Storia
Nel 1932 il professor Harold Eugene Edgerton (1903-1990) del  Massachusetts Institute of Technology mise a punto la fotografia stroboscopica, una tecnica a luce stroboscopica generata da una semplice lampadina che si accendeva e spegneva ad un intervallo di tempo prestabilito e ravvicinato, che consentiva l'osservazione del movimento ad alta velocità. Il fotografo americano riuscì a registrare sulla pellicola una successione di movimenti ravvicinati, che venivano tradotti in immagini multiple grazie all'aiuto di numerosi lampeggiatori elettronici sincronizzati che scattavano varie volte al secondo in un ambiente buio.
Gjon Mili, laureatosi in ingegneria con Edgerton e con il quale lavorò a lungo, è stato probabilmente il primo fotografo ad usare il flash con luce stroboscopica al di là degli usi scientifici.

## Principio
Il principio di funzionamento si basa sull'osservazione, in condizioni di scarsa illuminazione, dell'oggetto in movimento costante, illuminato da brevissimi lampi di luce di forte intensità.
L'elemento principale è costituito da una speciale lampada allo xeno in grado di emettere fino a 400 lampi al secondo, ovvero 24.000 al minuto, questo valore massimo di frequenza (400 hertz), permette di osservare un oggetto che ruota sul proprio asse alla velocità di 24.000 giri al minuto.

## Funzionamento
Il circuito elettronico per il pilotaggio della lampada è costituito da un oscillatore a frequenza variabile il cui segnale, costituito da un breve impulso di tensione di oltre 1000 volt, viene scaricato tramite un condensatore agli speciali elettrodi della lampada, la frequenza dell'oscillatore è modificabile in continuità tramite un potenziometro dotato di manopola. L'apparecchio può essere pilotato anche da un segnale elettrico proveniente da una generatore esterno, in questo caso tramite un commutatore, viene escluso l'oscillatore interno, prelevando il segnale di pilotaggio dall'ingresso esterno.

Una diversa tipologia di stroboscopio viene usato negli impianti per discoteca: il lampo generato dalla lampada ha maggiore potenza, per contro la frequenza massima di lavoro è molto minore.
Una casa produttrice di stroboscopi da laboratorio presente sul mercato da decenni, è la statunitense General Radio.

## Uso
Questo strumento era universalmente usato nelle autofficine per la messa a punto della fase dei motori prima dell'avvento delle centraline digitali e delle ECU che ormai governano il funzionamento dei motori moderni con parametri diversi e non basandosi semplicemente sul regime del motore, mentre rimane in uso per il controllo di molti motocicli e ciclomotori.
In altri ambiti meccanici viene ancora largamente usato per eseguire analisi e verifiche su svariati dispositivi.

Ad esempio, per conoscere la velocità di rotazione di una ventolina preposta al raffreddamento di una CPU, basta rivolgere la lampada sulla ventola e variare lentamente la frequenza dei lampi fino a vederla ferma, a quel punto conoscendo la frequenza dei lampi si può risalire alla velocità di rotazione in giri al minuto, moltiplicando il valore di frequenza per 60; i modelli più sofisticati sono dotati di un display su cui leggere direttamente il numero di giri al minuto dell'oggetto in rotazione. 
Su tale principio si basava anche il disco stroboscopico utilizzato sui giradischi per poter controllare l'esatta velocità di rotazione del piatto.
Altri usi li troviamo nelle discoteche, nelle quali si utilizzano le luci stroboscopiche per creare illusioni ottiche nel movimento delle persone che sembrano muoversi a rallentatore.